# Nhà nước Cutch
Nhà nước Cutch, còn được đánh vần là Kutch hoặc Kachchh, được biết đến trong lịch sử là Vương quốc Kutch, lãnh thổ của vương quốc nằm ở vùng Kutch. Trong giai đoạn từ năm 1147 đến năm 1819, Cutch tồn tại như là một vương quốc có chủ quyền, từ năm 1819 đến năm 1947 nó là một phiên vương quốc dưới sự bảo hộ của Đế quốc Anh. Lãnh thổ của Vương quốc Cutch bao trùm toàn bộ vùng Kutch của Bang Gujarat ngày nay, phía Bắc của Vịnh Kutch, thuộc Ấn Độ. Giáp với Tỉnh Sindh, Pakistan ở phía Bắc. Nhà nước Cutch là một trong số ít phiên vương quốc của Raj thuộc Anh có đường bờ biển.
Nhà nước Cutch có diện tích 7.616 dặm vuông (19.725 km2) và dân số ước tính khoảng 488.022 người vào năm 1901. Trong thời kỳ Raj thuộc Anh, nhà nước là một phần của Cơ quan Cutch và sau đó là Cơ quan các Bang Tây Ấn thuộc quyền của Thống đốc Bombay. Các phiên vương duy trì một đội quân gồm 354 kỵ binh, 1.412 bộ binh và 164 tay súng.
Lá cờ của Cutch có hình chữ nhật màu đỏ với hình tượng một con voi trắng và Pháo đài Bhujia ở trung tâm, dòng chữ BHOOJ màu trắng được đặt phía trên pháo đài. Phương châm: "Dũng cảm và Tự tin" màu đỏ, được viết trên dải băng trắng.

## Những nhà cai trị của Cutch

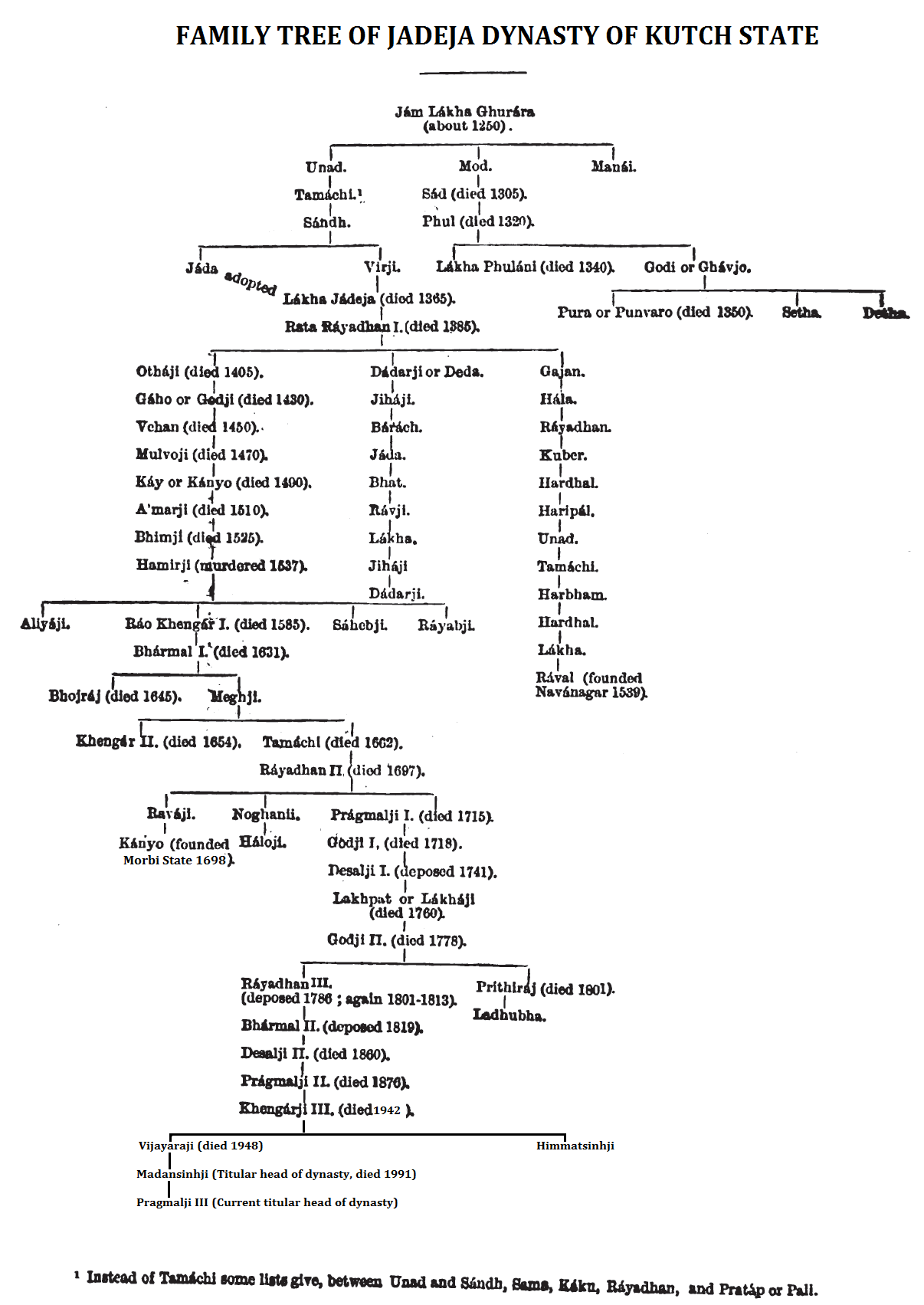
Cây phả hệ triều đại Jadeja của Nhà nước Cutch

Cutch được cai trị bởi triều đại Jadeja Rajput thuộc bộ tộc Samma trong hơn 8 thế kỷ từ khi hình thành vào năm 1147 cho đến khi sáp nhập vào Liên minh Ấn Độ vào năm 1948. Các nhà cai trị đã di cư từ Sindh (Pakistan ngày nay) đến Kutch vào cuối thế kỷ XII. Các phiên vương của Cutch được nhà cầm quyền Anh cho hưởng vinh dự bắn 17 phát súng trong các nghi lễ. Chức danh cai trị trước đây là Ja'am, trong thời Raj thuộc Anh đổi thành Maharao, được cha truyền con nối từ ngày 01/01/1918.
| Quân chủ       | Lên ngôi |
| -------------- | -------- |
| Lakho Jadani   | 1147     |
| Ratto Rayadhan | 1175     |
| Othaji         | 1215     |
| Rao Gaoji      | 1255     |
| Rao Vehanji    | 1285     |
| Rao Mulvaji    | 1321     |
| Rao Kaiyaji    | 1386     |
| Rao Amarji     | 1406     |
| Rao Bhhemji    | 1429     |
| Rao Hamirji    | 1472     |
| Jam Raval      | 1524     |

Khengarji I, được ghi nhận là người sáng lập Nhà nước Cutch, ông đã thống nhất 3 miền Đông, Trung và Tây Cutch, trước đó một phần lãnh thổ được cai trị bởi các bộ lạc Rajput khác như Chawda và Solanki, ngoại trừ Jadeja. Khenagarji I sau khi cứu mạng Sultan Mahmud Begada của Ahmedabad khỏi một con sư tử, đã được trao cho thái ấp của Morbi và một đội quân. Khengarji đã gây chiến trong vài năm cho đến khi tái chinh phục Cutch từ tay Jam Raval và hợp nhất Cutch vào năm 1549. Jam Raval đã phải bỏ trốn khỏi Cutch để cứu lấy mạng sống của mình. Khengarji I đã chiếm được thủ đô Lakhiarviro trước đây của cha mình và thủ đô Bara của Jam Raval, ông chính thức lên ngôi tại Rapar vào năm 1534 nhưng sau đó chuyển thủ đô của vương quốc đến Bhuj. Khengarji cũng thành lập thành phố cảng Mandvi.